# Denisa Chládková
Denisa Chládková, née le 8 février 1979 à Prague, est une joueuse de tennis tchèque, professionnelle de 1997 à 2006.
En 1997, elle a atteint les quarts de finale à Wimbledon, battue par la future gagnante Martina Hingis, non sans avoir sorti Lindsay Davenport (alors 8e mondiale) au 2e tour. Il s'agit de sa meilleure performance en simple dans une épreuve du Grand Chelem.
Elle n'a remporté aucun tournoi WTA pendant sa carrière.

## Palmarès

### Titre en simple dames
Aucun

### Finales en simple dames
| No | Date       | Nom et lieu du tournoi     | Catégorie | Dotation  | Surface         | Vainqueure            | Score          |          |
| -- | ---------- | -------------------------- | --------- | --------- | --------------- | --------------------- | -------------- | -------- |
| 1  | 02-08-1999 | Sanex Trophy, Knokke-Zoute | Tier IVb  | 112 500 $ | Terre (ext.)    | María Antonia Sánchez | 6-7, 6-4, 6-2  | Parcours |
| 2  | 14-02-2000 | Grand Prix, Hanovre        | Tier II   | 535 000 $ | Moquette (int.) | Serena Williams       | 6-1, 6-1       | Parcours |
| 3  | 05-08-2002 | Nordic Light Open, Espoo   | Tier IV   | 140 000 $ | Terre (ext.)    | Svetlana Kuznetsova   | 0-6, 6-3, 7-62 | Parcours |

## Parcours en Grand Chelem

### En simple dames
| Année | Open d'Australie | Open d'Australie     | Internationaux de France | Internationaux de France | Wimbledon       | Wimbledon         | US Open         | US Open           |
| ----- | ---------------- | -------------------- | ------------------------ | ------------------------ | --------------- | ----------------- | --------------- | ----------------- |
| 1997  | 1er tour (1/64)  | S. de Ville          | 1er tour (1/64)          | Amy Frazier              | 1/4 de finale   | Martina Hingis    | 2e tour (1/32)  | Martina Hingis    |
| 1998  | 1er tour (1/64)  | Olga Barabanschikova | 1er tour (1/64)          | Karina Habšudová         | 1er tour (1/64) | Flora Perfetti    | -               | -                 |
| 1999  | 1er tour (1/64)  | Alexia Dechaume      | 1er tour (1/64)          | Kimberly Po              | 1er tour (1/64) | Barbara Rittner   | 1er tour (1/64) | Tina Pisnik       |
| 2000  | 2e tour (1/32)   | Els Callens          | 2e tour (1/32)           | Magdalena Maleeva        | 1er tour (1/64) | Mirjana Lučić     | 1er tour (1/64) | Alicia Molik      |
| 2001  | 3e tour (1/16)   | Venus Williams       | 3e tour (1/16)           | Lina Krasnoroutskaïa     | 1er tour (1/64) | Bianka Lamade     | 2e tour (1/32)  | Serena Williams   |
| 2002  | 1er tour (1/64)  | Anne Kremer          | 1er tour (1/64)          | Tamarine Tanasugarn      | 2e tour (1/32)  | Justine Henin     | 2e tour (1/32)  | Anastasia Myskina |
| 2003  | 4e tour (1/8)    | Virginia Ruano       | 2e tour (1/32)           | Vera Zvonareva           | 2e tour (1/32)  | Cara Black        | 2e tour (1/32)  | Nadia Petrova     |
| 2004  | 2e tour (1/32)   | Chanda Rubin         | 3e tour (1/16)           | Anastasia Myskina        | 3e tour (1/16)  | Magdalena Maleeva | 1er tour (1/64) | Jennifer Capriati |
| 2005  | 2e tour (1/32)   | Amy Frazier          | 1er tour (1/64)          | Catalina Castaño         | 1er tour (1/64) | Stéphanie Foretz  | 1er tour (1/64) | Jelena Janković   |

à droite du résultat, l’ultime adversaire.

### En double dames
| Année | Open d'Australie             | Open d'Australie       | Internationaux de France    | Internationaux de France  | Wimbledon                  | Wimbledon                      | US Open                    | US Open                   |
| ----- | ---------------------------- | ---------------------- | --------------------------- | ------------------------- | -------------------------- | ------------------------------ | -------------------------- | ------------------------- |
| 2004  | -                            | -                      | 3e tour (1/8) E. Dementieva | Nadia Petrova Shaughnessy | 1er tour (1/32) H. Nagyová | B. Stewart Sam Stosur          | 1er tour (1/32) L. Průšová | Rita Grande F. Pennetta   |
| 2005  | 2e tour (1/16) Ľ. Kurhajcová | Li Ting Sun Tiantian   | 1er tour (1/32) R. Dragomir | Yan Zi Zheng Jie          | 2e tour (1/16) V. Razzano  | A.-L. Grönefeld M. Navrátilová | 2e tour (1/16) V. Razzano  | Gisela Dulko M. Kirilenko |
| 2006  | 1er tour (1/32) V. Razzano   | S. Asagoe K. Srebotnik | -                           | -                         | -                          | -                              | -                          | -                         |

sous le résultat, la partenaire ; à droite, l’ultime équipe adverse.

### En double mixte
| Année | Open d'Australie | Open d'Australie | Internationaux de France  | Internationaux de France   | Wimbledon | Wimbledon | US Open                     | US Open                |
| 2003  | -                | -                | 2e tour (1/8) Martin Damm | Paola Suárez T. Woodbridge | -         | -         | 1er tour (1/16) Martin Damm | Cara Black Wayne Black |

sous le résultat, le partenaire ; à droite, l’ultime équipe adverse.

## Parcours en Fed Cup
| #                                                                                   | Date       | Lieu       | Surface         | Gagnante(s)                       | Perdante(s)                         | Score         |          |
|                                                                                     |            |            |                 |                                   |                                     |               |          |
| 1998 - 1/4 de finale (groupe mondial) - République tchèque - Suisse - 1 : 4         |            |            |                 |                                   |                                     |               |          |
| 1                                                                                   | 18/04/1998 | Brno       | Moquette (int.) | Martina Hingis Patty Schnyder     | Denisa Chládková Ludmila Richterová | 6-0, 6-1      | Parcours |
|                                                                                     |            |            |                 |                                   |                                     |               |          |
| 1999 - 1/4 de finale (groupe mondial II) - Biélorussie - République tchèque - 1 : 4 |            |            |                 |                                   |                                     |               |          |
| 2                                                                                   | 17/04/1999 | Minsk      | Terre (int.)    | Denisa Chládková                  | Natasha Zvereva                     | 6-3, 7-63     | Parcours |
| 2                                                                                   | 17/04/1999 | Minsk      | Terre (int.)    | Denisa Chládková                  | Olga Barabanschikova                | 6-3, 6-4      | Parcours |
|                                                                                     |            |            |                 |                                   |                                     |               |          |
| 2000 - Round robin (groupe mondial) - Autriche - République tchèque - 1 : 2         |            |            |                 |                                   |                                     |               |          |
| 3                                                                                   | 27/04/2000 | Bratislava | Dur (int.)      | Denisa Chládková                  | Barbara Schett                      | 5-7, 6-4, 6-2 | Parcours |
|                                                                                     |            |            |                 |                                   |                                     |               |          |
| 2000 - Round robin (groupe mondial) - République tchèque - Suisse - 2 : 1           |            |            |                 |                                   |                                     |               |          |
| 4                                                                                   | 28/04/2000 | Bratislava | Dur (int.)      | Patty Schnyder                    | Denisa Chládková                    | 6-2, 6-2      | Parcours |
|                                                                                     |            |            |                 |                                   |                                     |               |          |
| 2000 - Round robin (groupe mondial) - Slovaquie - République tchèque - 1 : 2        |            |            |                 |                                   |                                     |               |          |
| 5                                                                                   | 29/04/2000 | Bratislava | Dur (int.)      | Denisa Chládková                  | Karina Habšudová                    | 6-4, 6-4      | Parcours |
|                                                                                     |            |            |                 |                                   |                                     |               |          |
| 2001 - Round robin (groupe mondial) - Russie - République tchèque - 2 : 1           |            |            |                 |                                   |                                     |               |          |
| 6                                                                                   | 07/11/2001 | Madrid     | Terre (int.)    | Elena Dementieva                  | Denisa Chládková                    | 6-4, 4-6, 6-1 | Parcours |
|                                                                                     |            |            |                 |                                   |                                     |               |          |
| 2001 - Round robin (groupe mondial) - France - République tchèque - 3 : 0           |            |            |                 |                                   |                                     |               |          |
| 7                                                                                   | 08/11/2001 | Madrid     | Terre (int.)    | Amélie Mauresmo                   | Denisa Chládková                    | 6-2, 7-5      | Parcours |
|                                                                                     |            |            |                 |                                   |                                     |               |          |
| 2001 - Round robin (groupe mondial) - République tchèque - Argentine - 1 : 2        |            |            |                 |                                   |                                     |               |          |
| 8                                                                                   | 09/11/2001 | Madrid     | Terre (int.)    | María Emilia Salerni              | Denisa Chládková                    | 6-4, 6-3      | Parcours |
| 8                                                                                   | 09/11/2001 | Madrid     | Terre (int.)    | Denisa Chládková Květa Hrdličková | Laura Montalvo María Emilia Salerni | 3-6, 6-4, 6-2 | Parcours |

## Classements WTA en fin de saison

### En simple
| Année | 1995 | 1996 | 1997 | 1998 | 1999 | 2000 | 2001 | 2002 | 2003 | 2004 | 2005 | 2006 |
| Rang  | 276  | 77   | 50   | 134  | 57   | 51   | 50   | 63   | 43   | 54   | 130  | 578  |

source : (en) « Classements de Denisa Chládková », sur le site officiel du WTA Tour

### En double
| Année | 1995 | 1996 | 1997 | 1998 | 1999 | 2000 | 2001 | 2002 | 2003 | 2004 | 2005 | 2006 |
| Rang  | 284  | 179  | 745  | -    | -    | -    | -    | -    | 173  | 113  | 83   | 966  |

source : (en) « Classements de Denisa Chládková », sur le site officiel du WTA Tour